# Oberkappel
Oberkappel é um município da Áustria localizado no distrito de Rohrbach, no estado de Alta Áustria.O município tem cerca de 800 habitantes.

## Geografia
Oberkappel tem uma área de 12 km². O município está localizado no norte do estado da Alta Áustria, no extremo norte da Áustria. Ambas as fronteiras com a Alemanha e com a República Tcheca estão próximas.

## Esportes e recreação
Os percursos pedestres europeus  E8 e  E10 passam por este local. O E8 vai da Irlanda através, entre outros, da Holanda (chamada Oeverloperpad e Lingepad na Holanda) através da Alemanha, norte da Áustria e Eslováquia até as fronteiras da Polônia e da Ucrânia, e também inclui uma seção na Bulgária, com o objetivo futuro Istambul na Turquia. O E10 vem da Lapônia e percorre a Finlândia, a antiga RDA, a República Tcheca e a Áustria até Bozen / Bolzano, no norte da Itália; Existem planos para estender a rota através da França e da costa leste espanhola até Gibraltar.

## História
O local ficava originalmente em Hochstift  Passau. De acordo com o Registro de Imóveis de Rannariedl em 1581, Oberkappel pertencia à paróquia  Wegscheid. Em 1783 tornou-se freguesia independente. Durante a secularização de 1803, o local com a maior parte da área de Hochstiftischen caiu nas mãos do Arquiduque Ferdinand da Toscana e seu eleitorado de  Salzburg. O lugar então veio para a Baviera em 1805. Oberkappel pertenceu à Alta Áustria desde 1814 e tem sido uma cidade fronteiriça com a Baviera desde então.
Depois que a Áustria foi anexada ao Império Alemão em 1938, o local pertenceu ao Gau Oberdonau. Durante a Segunda Guerra Mundial Oberkappel foi o lugar onde as tropas aliadas entraram pela primeira vez no território austríaco. Depois de 1945, ocorreu a recuperação da Alta Áustria.
Hoje Oberkappel é uma pequena cidade turística.

## Oberkappellers Conhecidos
- Franz R. Friedl (1892-1977), compositor